# Abu Road
Abu Road là một thành phố và khu đô thị trong quận Sirohi trong bang Rajasthan của Ấn Độ.

## Nhân khẩu
Theo điều tra dân số năm 2001 của Ấn ĐộẤn Độ, Abu Road có dân số 47.320 người. Phái nam chiếm 53% tổng số dân và phái nữ chiếm 47%. Abu Road có tỷ lệ 68% biết đọc biết viết, cao hơn tỷ lệ trung bình toàn quốc là 59,5%: tỷ lệ cho phái nam là 77%, và tỷ lệ cho phái nữ là 59%. Tại Abu Road, 15% dân số nhỏ hơn 6 tuổi.